# Arte da Idade Média
A Arte Medieval do mundo ocidental cobre um vasto período de tempo e lugar, com mais de 1000 anos na Europa, e em certos períodos na Ásia Ocidental e no Norte da África. Inclui grandes movimentos e períodos artísticos, arte nacional e regional, gêneros, reavivamentos, artesanato dos artistas e os próprios artistas. A arte medieval foi produzida em muitos meios, e as obras sobrevivem em grande número em esculturas, manuscritos iluminados, vitrais, trabalhos em metal e mosaicos, todos os quais tiveram uma taxa de sobrevivência mais alta do que outros meios, como pinturas de parede a afrescos, trabalhos em metais preciosos ou têxteis, incluindo tapeçaria. Especialmente no início do período, obras nas chamadas "artes menores" ou artes decorativas, como trabalhos em metal, escultura em marfim, esmalte vítreo e bordados usando metais preciosos, eram provavelmente mais valorizadas do que pinturas ou esculturas monumentais.
Compreendida como período histórico da História da Europa entre os séculos V e XV. Inicia-se com a Queda do Império Romano do Ocidente e termina durante a transição para a Idade Moderna. A Idade Média é o período intermédio da divisão clássica da História Ocidental, a saber: a Antiguidade, Idade Média, Idade Moderna e Idade Contemporânea, sendo frequentemente dividido em Alta Idade Média e Baixa Idade Média.
Foi um período onde a Igreja Católica teve uma grande influência em todos os aspectos da vida social, inclusive no campo artístico.
Os historiadores da arte tentam classificar a arte medieval em grandes períodos e estilos, muitas vezes com alguma dificuldade. Um esquema geralmente aceito inclui as fases posteriores da arte cristã primitiva, arte do período migratório, arte bizantina, arte insular, arte pré-românica, arte românica e arte gótica, bem como muitos outros períodos dentro desses estilos centrais. Além disso, cada região, principalmente durante o período em processo de se tornarem nações ou culturas, tinha seu próprio estilo artístico distinto, como a arte anglo-saxônica ou a arte viking.
A arte medieval foi produzida em muitos meios, e as obras sobrevivem em grande número em esculturas, manuscritos iluminados, vitrais, trabalhos em metal e mosaicos, todos os quais tiveram uma taxa de sobrevivência mais alta do que outros meios, como pinturas de parede a afrescos, trabalhos em metais preciosos ou têxteis, incluindo tapeçaria.  Especialmente no início do período, obras nas chamadas "artes menores" ou artes decorativas, como trabalhos em metal, escultura em marfim, esmalte vítreo e bordados usando metais preciosos, eram provavelmente mais valorizadas do que pinturas ou esculturas monumentais.

## Estilos
| 'Periodização'                       |                           |                           |                           | | | | | | |
|                                      | Arte bizantina            | Arte bizantina            | Arte bizantina            | - Arte cristã do Império Romano do oriente, desde a transição da capital para Constantinopla à sua conquista em 1453 pelos turcos. - Influência da arte romana e da arte oriental. - Arquitectura religiosa (cúpula), pintura e mosaico de carácter bidimensional e simbólico (ícones). | - Arte cristã do Império Romano do oriente, desde a transição da capital para Constantinopla à sua conquista em 1453 pelos turcos. - Influência da arte romana e da arte oriental. - Arquitectura religiosa (cúpula), pintura e mosaico de carácter bidimensional e simbólico (ícones). | - Arte cristã do Império Romano do oriente, desde a transição da capital para Constantinopla à sua conquista em 1453 pelos turcos. - Influência da arte romana e da arte oriental. - Arquitectura religiosa (cúpula), pintura e mosaico de carácter bidimensional e simbólico (ícones). | - Arte cristã do Império Romano do oriente, desde a transição da capital para Constantinopla à sua conquista em 1453 pelos turcos. - Influência da arte romana e da arte oriental. - Arquitectura religiosa (cúpula), pintura e mosaico de carácter bidimensional e simbólico (ícones). | - Arte cristã do Império Romano do oriente, desde a transição da capital para Constantinopla à sua conquista em 1453 pelos turcos. - Influência da arte romana e da arte oriental. - Arquitectura religiosa (cúpula), pintura e mosaico de carácter bidimensional e simbólico (ícones). | - Arte cristã do Império Romano do oriente, desde a transição da capital para Constantinopla à sua conquista em 1453 pelos turcos. - Influência da arte romana e da arte oriental. - Arquitectura religiosa (cúpula), pintura e mosaico de carácter bidimensional e simbólico (ícones). |
| Período pré-românico                 |                           |                           |                           | | | | | | |
|                                      | Arte islâmica             | Arte islâmica             | Arte islâmica             | - Arte religiosa islâmica, extenso território (Pérsia, Síria, Turquia, Egito, Norte de África, Sicília, Península Ibérica). Diversas influências. Palácios, mesquitas, arquitectura com base na geometria e matemática, mármore, mosaico, azulejo, cerâmica, metal, iluminura. - Ornamentos com base em citações do Corão (arabescos), espiritualismo, ausência da figura humana, abstraccionismo, geometrização, padrões, motivos florais e vegetais. Ver também': Arte mourisca | - Arte religiosa islâmica, extenso território (Pérsia, Síria, Turquia, Egito, Norte de África, Sicília, Península Ibérica). Diversas influências. Palácios, mesquitas, arquitectura com base na geometria e matemática, mármore, mosaico, azulejo, cerâmica, metal, iluminura. - Ornamentos com base em citações do Corão (arabescos), espiritualismo, ausência da figura humana, abstraccionismo, geometrização, padrões, motivos florais e vegetais. Ver também': Arte mourisca | - Arte religiosa islâmica, extenso território (Pérsia, Síria, Turquia, Egito, Norte de África, Sicília, Península Ibérica). Diversas influências. Palácios, mesquitas, arquitectura com base na geometria e matemática, mármore, mosaico, azulejo, cerâmica, metal, iluminura. - Ornamentos com base em citações do Corão (arabescos), espiritualismo, ausência da figura humana, abstraccionismo, geometrização, padrões, motivos florais e vegetais. Ver também': Arte mourisca | - Arte religiosa islâmica, extenso território (Pérsia, Síria, Turquia, Egito, Norte de África, Sicília, Península Ibérica). Diversas influências. Palácios, mesquitas, arquitectura com base na geometria e matemática, mármore, mosaico, azulejo, cerâmica, metal, iluminura. - Ornamentos com base em citações do Corão (arabescos), espiritualismo, ausência da figura humana, abstraccionismo, geometrização, padrões, motivos florais e vegetais. Ver também': Arte mourisca | - Arte religiosa islâmica, extenso território (Pérsia, Síria, Turquia, Egito, Norte de África, Sicília, Península Ibérica). Diversas influências. Palácios, mesquitas, arquitectura com base na geometria e matemática, mármore, mosaico, azulejo, cerâmica, metal, iluminura. - Ornamentos com base em citações do Corão (arabescos), espiritualismo, ausência da figura humana, abstraccionismo, geometrização, padrões, motivos florais e vegetais. Ver também': Arte mourisca | - Arte religiosa islâmica, extenso território (Pérsia, Síria, Turquia, Egito, Norte de África, Sicília, Península Ibérica). Diversas influências. Palácios, mesquitas, arquitectura com base na geometria e matemática, mármore, mosaico, azulejo, cerâmica, metal, iluminura. - Ornamentos com base em citações do Corão (arabescos), espiritualismo, ausência da figura humana, abstraccionismo, geometrização, padrões, motivos florais e vegetais. Ver também': Arte mourisca |
|                                      | Arte dos povos germânicos | Arte dos povos germânicos | Arte dos povos germânicos | - Arte visigótica - Período da invasão pelos Visigodos da Península Ibérica entre 415 e 711 d.C.. - Arte hibérnico-saxónica e Arte anglo-saxónica - Irlanda e Grã-Bretanha, do século V ao século XII. - Fusão artística céltico-germânica pela influência de tribos germânicas (estilo Hibérnico-Saxão de 600 a 800 d.C.) - Mosteiros, joalharia, artefactos em metal, madeira, pedra de estilo animalista imaginativo (abstraccionismo e organicismo). - Iluminura de carácter ornamental, ausência de representação humana, geometrização e elementos zoomórficos. Ver também: Arte celta | - Arte visigótica - Período da invasão pelos Visigodos da Península Ibérica entre 415 e 711 d.C.. - Arte hibérnico-saxónica e Arte anglo-saxónica - Irlanda e Grã-Bretanha, do século V ao século XII. - Fusão artística céltico-germânica pela influência de tribos germânicas (estilo Hibérnico-Saxão de 600 a 800 d.C.) - Mosteiros, joalharia, artefactos em metal, madeira, pedra de estilo animalista imaginativo (abstraccionismo e organicismo). - Iluminura de carácter ornamental, ausência de representação humana, geometrização e elementos zoomórficos. Ver também: Arte celta | - Arte visigótica - Período da invasão pelos Visigodos da Península Ibérica entre 415 e 711 d.C.. - Arte hibérnico-saxónica e Arte anglo-saxónica - Irlanda e Grã-Bretanha, do século V ao século XII. - Fusão artística céltico-germânica pela influência de tribos germânicas (estilo Hibérnico-Saxão de 600 a 800 d.C.) - Mosteiros, joalharia, artefactos em metal, madeira, pedra de estilo animalista imaginativo (abstraccionismo e organicismo). - Iluminura de carácter ornamental, ausência de representação humana, geometrização e elementos zoomórficos. Ver também: Arte celta | - Arte visigótica - Período da invasão pelos Visigodos da Península Ibérica entre 415 e 711 d.C.. - Arte hibérnico-saxónica e Arte anglo-saxónica - Irlanda e Grã-Bretanha, do século V ao século XII. - Fusão artística céltico-germânica pela influência de tribos germânicas (estilo Hibérnico-Saxão de 600 a 800 d.C.) - Mosteiros, joalharia, artefactos em metal, madeira, pedra de estilo animalista imaginativo (abstraccionismo e organicismo). - Iluminura de carácter ornamental, ausência de representação humana, geometrização e elementos zoomórficos. Ver também: Arte celta | - Arte visigótica - Período da invasão pelos Visigodos da Península Ibérica entre 415 e 711 d.C.. - Arte hibérnico-saxónica e Arte anglo-saxónica - Irlanda e Grã-Bretanha, do século V ao século XII. - Fusão artística céltico-germânica pela influência de tribos germânicas (estilo Hibérnico-Saxão de 600 a 800 d.C.) - Mosteiros, joalharia, artefactos em metal, madeira, pedra de estilo animalista imaginativo (abstraccionismo e organicismo). - Iluminura de carácter ornamental, ausência de representação humana, geometrização e elementos zoomórficos. Ver também: Arte celta | - Arte visigótica - Período da invasão pelos Visigodos da Península Ibérica entre 415 e 711 d.C.. - Arte hibérnico-saxónica e Arte anglo-saxónica - Irlanda e Grã-Bretanha, do século V ao século XII. - Fusão artística céltico-germânica pela influência de tribos germânicas (estilo Hibérnico-Saxão de 600 a 800 d.C.) - Mosteiros, joalharia, artefactos em metal, madeira, pedra de estilo animalista imaginativo (abstraccionismo e organicismo). - Iluminura de carácter ornamental, ausência de representação humana, geometrização e elementos zoomórficos. Ver também: Arte celta |
| Maior proximidade formal ao românico |                           |                           |                           | | | | | | |
|                                      | Arte merovíngia           | Arte merovíngia           | Arte merovíngia           | - Período da dinastia franca dos merovíngios de c. 500 a 750. | - Período da dinastia franca dos merovíngios de c. 500 a 750. | - Período da dinastia franca dos merovíngios de c. 500 a 750. | - Período da dinastia franca dos merovíngios de c. 500 a 750. | - Período da dinastia franca dos merovíngios de c. 500 a 750. | - Período da dinastia franca dos merovíngios de c. 500 a 750. |
|                                      | Arte carolíngia           | Arte carolíngia           | Arte carolíngia           | - Período de Carlos Magno e seus sucessores. - Arquitectura religiosa com pinturas murais, mosaicos, baixos-relevos (Catedral de Aachen - capela palatina), surge a cripta com deambulatório, mosteiros. - Artes decorativas, marfins, joalharia, iluminura de forte dinamismo de traço, energia ritmica. - Herança céltico-germânica, inspiração na arte romana clássica, espírito medieval, emocional. | - Período de Carlos Magno e seus sucessores. - Arquitectura religiosa com pinturas murais, mosaicos, baixos-relevos (Catedral de Aachen - capela palatina), surge a cripta com deambulatório, mosteiros. - Artes decorativas, marfins, joalharia, iluminura de forte dinamismo de traço, energia ritmica. - Herança céltico-germânica, inspiração na arte romana clássica, espírito medieval, emocional. | - Período de Carlos Magno e seus sucessores. - Arquitectura religiosa com pinturas murais, mosaicos, baixos-relevos (Catedral de Aachen - capela palatina), surge a cripta com deambulatório, mosteiros. - Artes decorativas, marfins, joalharia, iluminura de forte dinamismo de traço, energia ritmica. - Herança céltico-germânica, inspiração na arte romana clássica, espírito medieval, emocional. | - Período de Carlos Magno e seus sucessores. - Arquitectura religiosa com pinturas murais, mosaicos, baixos-relevos (Catedral de Aachen - capela palatina), surge a cripta com deambulatório, mosteiros. - Artes decorativas, marfins, joalharia, iluminura de forte dinamismo de traço, energia ritmica. - Herança céltico-germânica, inspiração na arte romana clássica, espírito medieval, emocional. | - Período de Carlos Magno e seus sucessores. - Arquitectura religiosa com pinturas murais, mosaicos, baixos-relevos (Catedral de Aachen - capela palatina), surge a cripta com deambulatório, mosteiros. - Artes decorativas, marfins, joalharia, iluminura de forte dinamismo de traço, energia ritmica. - Herança céltico-germânica, inspiração na arte romana clássica, espírito medieval, emocional. | - Período de Carlos Magno e seus sucessores. - Arquitectura religiosa com pinturas murais, mosaicos, baixos-relevos (Catedral de Aachen - capela palatina), surge a cripta com deambulatório, mosteiros. - Artes decorativas, marfins, joalharia, iluminura de forte dinamismo de traço, energia ritmica. - Herança céltico-germânica, inspiração na arte romana clássica, espírito medieval, emocional. |
|                                      | Arte otoniana             | Arte otoniana             | Arte otoniana             | - Alemanha, meados do século X a inícios do século XI. Sacro Império Romano-Germânico: Otão I e seus sucessores. Estilo que sucede ao carolíngio, do qual recebe grande influência, e que antecipa formalemente o românico. - Arquitectura vigorosa, maciça e de equilibradas proporções, portas de bronze em relevo. - Escultura realista e expressiva. Iluminura de grande força e intensidade, variedade de matizes, clarificação da mensagem, hierarquia pela escala das figuras. | - Alemanha, meados do século X a inícios do século XI. Sacro Império Romano-Germânico: Otão I e seus sucessores. Estilo que sucede ao carolíngio, do qual recebe grande influência, e que antecipa formalemente o românico. - Arquitectura vigorosa, maciça e de equilibradas proporções, portas de bronze em relevo. - Escultura realista e expressiva. Iluminura de grande força e intensidade, variedade de matizes, clarificação da mensagem, hierarquia pela escala das figuras. | - Alemanha, meados do século X a inícios do século XI. Sacro Império Romano-Germânico: Otão I e seus sucessores. Estilo que sucede ao carolíngio, do qual recebe grande influência, e que antecipa formalemente o românico. - Arquitectura vigorosa, maciça e de equilibradas proporções, portas de bronze em relevo. - Escultura realista e expressiva. Iluminura de grande força e intensidade, variedade de matizes, clarificação da mensagem, hierarquia pela escala das figuras. | - Alemanha, meados do século X a inícios do século XI. Sacro Império Romano-Germânico: Otão I e seus sucessores. Estilo que sucede ao carolíngio, do qual recebe grande influência, e que antecipa formalemente o românico. - Arquitectura vigorosa, maciça e de equilibradas proporções, portas de bronze em relevo. - Escultura realista e expressiva. Iluminura de grande força e intensidade, variedade de matizes, clarificação da mensagem, hierarquia pela escala das figuras. | - Alemanha, meados do século X a inícios do século XI. Sacro Império Romano-Germânico: Otão I e seus sucessores. Estilo que sucede ao carolíngio, do qual recebe grande influência, e que antecipa formalemente o românico. - Arquitectura vigorosa, maciça e de equilibradas proporções, portas de bronze em relevo. - Escultura realista e expressiva. Iluminura de grande força e intensidade, variedade de matizes, clarificação da mensagem, hierarquia pela escala das figuras. | - Alemanha, meados do século X a inícios do século XI. Sacro Império Romano-Germânico: Otão I e seus sucessores. Estilo que sucede ao carolíngio, do qual recebe grande influência, e que antecipa formalemente o românico. - Arquitectura vigorosa, maciça e de equilibradas proporções, portas de bronze em relevo. - Escultura realista e expressiva. Iluminura de grande força e intensidade, variedade de matizes, clarificação da mensagem, hierarquia pela escala das figuras. |
| Românico e Gótico                    |                           |                           |                           | | | | | | |
|                                      | Arte românica             | Arte românica             | Arte românica             | - Ínicio da Baixa Idade Média, Europa, entre século XI a século XIII. - Arquitectura com influências romanas, arco de volta-perfeita, abóbada, planta basílical, mosteiros (Ordem de Cluny), castelos, estilo defensivo. Tetos em abóbada que substituíram os tectos de madeira; Paredes muito espessas e por muito poucas janelas, todas elas de pequeno tamanho; Paredes suportadas e consolidadas por contrafortes gigantes para dar sustentação ao edifício; A consolidação dos arcos ser feita por meio de abóbadas de cruzamento. Ver também: Arte Pré-Românica \| Arquitetura românica \| Escultura românica \| Pintura românica | - Ínicio da Baixa Idade Média, Europa, entre século XI a século XIII. - Arquitectura com influências romanas, arco de volta-perfeita, abóbada, planta basílical, mosteiros (Ordem de Cluny), castelos, estilo defensivo. Tetos em abóbada que substituíram os tectos de madeira; Paredes muito espessas e por muito poucas janelas, todas elas de pequeno tamanho; Paredes suportadas e consolidadas por contrafortes gigantes para dar sustentação ao edifício; A consolidação dos arcos ser feita por meio de abóbadas de cruzamento. Ver também: Arte Pré-Românica \| Arquitetura românica \| Escultura românica \| Pintura românica | - Ínicio da Baixa Idade Média, Europa, entre século XI a século XIII. - Arquitectura com influências romanas, arco de volta-perfeita, abóbada, planta basílical, mosteiros (Ordem de Cluny), castelos, estilo defensivo. Tetos em abóbada que substituíram os tectos de madeira; Paredes muito espessas e por muito poucas janelas, todas elas de pequeno tamanho; Paredes suportadas e consolidadas por contrafortes gigantes para dar sustentação ao edifício; A consolidação dos arcos ser feita por meio de abóbadas de cruzamento. Ver também: Arte Pré-Românica \| Arquitetura românica \| Escultura românica \| Pintura românica | - Ínicio da Baixa Idade Média, Europa, entre século XI a século XIII. - Arquitectura com influências romanas, arco de volta-perfeita, abóbada, planta basílical, mosteiros (Ordem de Cluny), castelos, estilo defensivo. Tetos em abóbada que substituíram os tectos de madeira; Paredes muito espessas e por muito poucas janelas, todas elas de pequeno tamanho; Paredes suportadas e consolidadas por contrafortes gigantes para dar sustentação ao edifício; A consolidação dos arcos ser feita por meio de abóbadas de cruzamento. Ver também: Arte Pré-Românica \| Arquitetura românica \| Escultura românica \| Pintura românica | - Ínicio da Baixa Idade Média, Europa, entre século XI a século XIII. - Arquitectura com influências romanas, arco de volta-perfeita, abóbada, planta basílical, mosteiros (Ordem de Cluny), castelos, estilo defensivo. Tetos em abóbada que substituíram os tectos de madeira; Paredes muito espessas e por muito poucas janelas, todas elas de pequeno tamanho; Paredes suportadas e consolidadas por contrafortes gigantes para dar sustentação ao edifício; A consolidação dos arcos ser feita por meio de abóbadas de cruzamento. Ver também: Arte Pré-Românica \| Arquitetura românica \| Escultura românica \| Pintura românica | - Ínicio da Baixa Idade Média, Europa, entre século XI a século XIII. - Arquitectura com influências romanas, arco de volta-perfeita, abóbada, planta basílical, mosteiros (Ordem de Cluny), castelos, estilo defensivo. Tetos em abóbada que substituíram os tectos de madeira; Paredes muito espessas e por muito poucas janelas, todas elas de pequeno tamanho; Paredes suportadas e consolidadas por contrafortes gigantes para dar sustentação ao edifício; A consolidação dos arcos ser feita por meio de abóbadas de cruzamento. Ver também: Arte Pré-Românica \| Arquitetura românica \| Escultura românica \| Pintura românica |
|                                      | Arte gótica               | Arte gótica               | Arte gótica               | - Baixa Idade Média, Europa, entre finais de século XII a finais de século XV com diferenças locais e temporais. - Catedrais, arco quebrado, abóbada de cruzaria, arcobotante, vitrais, verticalismo, complexidade decorativa. O horizontalismo dos edifícios de Artes, Gizelleter sido substituído pelo verticalismo; As paredes serem mais leves e finas; Os contrafortes serem em menor número; As janelas serem predominantes; A utilização do arco de volta quebrada; A consolidação dos arcos ser feita por abóbadas de arcos cruzados ou de ogivas; Nas torres (principalmente nas torres sineiras) os telhados serem em forma de pirâmide. - Arte religiosa citadina de ensinamento ao fiel, possibilitar ascensão ao divino. Ver também: Arquitetura gótica \| Escultura gótica \| Pintura gótica | - Baixa Idade Média, Europa, entre finais de século XII a finais de século XV com diferenças locais e temporais. - Catedrais, arco quebrado, abóbada de cruzaria, arcobotante, vitrais, verticalismo, complexidade decorativa. O horizontalismo dos edifícios de Artes, Gizelleter sido substituído pelo verticalismo; As paredes serem mais leves e finas; Os contrafortes serem em menor número; As janelas serem predominantes; A utilização do arco de volta quebrada; A consolidação dos arcos ser feita por abóbadas de arcos cruzados ou de ogivas; Nas torres (principalmente nas torres sineiras) os telhados serem em forma de pirâmide. - Arte religiosa citadina de ensinamento ao fiel, possibilitar ascensão ao divino. Ver também: Arquitetura gótica \| Escultura gótica \| Pintura gótica | - Baixa Idade Média, Europa, entre finais de século XII a finais de século XV com diferenças locais e temporais. - Catedrais, arco quebrado, abóbada de cruzaria, arcobotante, vitrais, verticalismo, complexidade decorativa. O horizontalismo dos edifícios de Artes, Gizelleter sido substituído pelo verticalismo; As paredes serem mais leves e finas; Os contrafortes serem em menor número; As janelas serem predominantes; A utilização do arco de volta quebrada; A consolidação dos arcos ser feita por abóbadas de arcos cruzados ou de ogivas; Nas torres (principalmente nas torres sineiras) os telhados serem em forma de pirâmide. - Arte religiosa citadina de ensinamento ao fiel, possibilitar ascensão ao divino. Ver também: Arquitetura gótica \| Escultura gótica \| Pintura gótica | - Baixa Idade Média, Europa, entre finais de século XII a finais de século XV com diferenças locais e temporais. - Catedrais, arco quebrado, abóbada de cruzaria, arcobotante, vitrais, verticalismo, complexidade decorativa. O horizontalismo dos edifícios de Artes, Gizelleter sido substituído pelo verticalismo; As paredes serem mais leves e finas; Os contrafortes serem em menor número; As janelas serem predominantes; A utilização do arco de volta quebrada; A consolidação dos arcos ser feita por abóbadas de arcos cruzados ou de ogivas; Nas torres (principalmente nas torres sineiras) os telhados serem em forma de pirâmide. - Arte religiosa citadina de ensinamento ao fiel, possibilitar ascensão ao divino. Ver também: Arquitetura gótica \| Escultura gótica \| Pintura gótica | - Baixa Idade Média, Europa, entre finais de século XII a finais de século XV com diferenças locais e temporais. - Catedrais, arco quebrado, abóbada de cruzaria, arcobotante, vitrais, verticalismo, complexidade decorativa. O horizontalismo dos edifícios de Artes, Gizelleter sido substituído pelo verticalismo; As paredes serem mais leves e finas; Os contrafortes serem em menor número; As janelas serem predominantes; A utilização do arco de volta quebrada; A consolidação dos arcos ser feita por abóbadas de arcos cruzados ou de ogivas; Nas torres (principalmente nas torres sineiras) os telhados serem em forma de pirâmide. - Arte religiosa citadina de ensinamento ao fiel, possibilitar ascensão ao divino. Ver também: Arquitetura gótica \| Escultura gótica \| Pintura gótica | - Baixa Idade Média, Europa, entre finais de século XII a finais de século XV com diferenças locais e temporais. - Catedrais, arco quebrado, abóbada de cruzaria, arcobotante, vitrais, verticalismo, complexidade decorativa. O horizontalismo dos edifícios de Artes, Gizelleter sido substituído pelo verticalismo; As paredes serem mais leves e finas; Os contrafortes serem em menor número; As janelas serem predominantes; A utilização do arco de volta quebrada; A consolidação dos arcos ser feita por abóbadas de arcos cruzados ou de ogivas; Nas torres (principalmente nas torres sineiras) os telhados serem em forma de pirâmide. - Arte religiosa citadina de ensinamento ao fiel, possibilitar ascensão ao divino. Ver também: Arquitetura gótica \| Escultura gótica \| Pintura gótica |
|                                      | Arte manuelina            | Arte manuelina            | Arte manuelina            | - Portugal, estilo arquitectónico simultâneo a gótico final. - Influência estilistica dos Descobrimentos, grande importância da decoração; esfera armilar, motivos marítimos, cordas, elementos florais e vegetais. Ver também: Mosteiro dos Jerónimos \| Torre de Belém | - Portugal, estilo arquitectónico simultâneo a gótico final. - Influência estilistica dos Descobrimentos, grande importância da decoração; esfera armilar, motivos marítimos, cordas, elementos florais e vegetais. Ver também: Mosteiro dos Jerónimos \| Torre de Belém | - Portugal, estilo arquitectónico simultâneo a gótico final. - Influência estilistica dos Descobrimentos, grande importância da decoração; esfera armilar, motivos marítimos, cordas, elementos florais e vegetais. Ver também: Mosteiro dos Jerónimos \| Torre de Belém | - Portugal, estilo arquitectónico simultâneo a gótico final. - Influência estilistica dos Descobrimentos, grande importância da decoração; esfera armilar, motivos marítimos, cordas, elementos florais e vegetais. Ver também: Mosteiro dos Jerónimos \| Torre de Belém | - Portugal, estilo arquitectónico simultâneo a gótico final. - Influência estilistica dos Descobrimentos, grande importância da decoração; esfera armilar, motivos marítimos, cordas, elementos florais e vegetais. Ver também: Mosteiro dos Jerónimos \| Torre de Belém | - Portugal, estilo arquitectónico simultâneo a gótico final. - Influência estilistica dos Descobrimentos, grande importância da decoração; esfera armilar, motivos marítimos, cordas, elementos florais e vegetais. Ver também: Mosteiro dos Jerónimos \| Torre de Belém |

## Expressões artísticas

### Arquitetura
Durante a Alta Idade Média (séculos V a X), os templos (igrejas, catedrais) e outros edifícios tinham plantas centradas ou do tipo Basilical, de planta em cruz latina. Com o ínicio da Baixa Idade Média (séculos XI a XV), plantas centradas caíram em desuso e plantas em cruz latina se tornaram o foco.
No estilo Românico os principais materiais utilizados para a construção de edifícios eram a pedra e o tijolo.
Na altura os tetos dos edifícios eram de madeira e, por causa disso, havia muitos incêndios. Por esta razão, esses tetos de madeira foram substituídos por abóbadas. Devido a estas abóbadas (de estilo bizantino) as paredes tiveram de se tornar espessas para sustentar tanto peso. Para as sustentar era necessário o uso de contrafortes em abundância. Para que os edifícios não se desmoronassem, o uso de janelas e vitrais passou a ser tão reduzido que quase não se notava os detalhes do interior dos edifícios, pelo facto de haver pouca luminosidade.
No estilo Gótico os edifícios passaram a ser mais altos, mas menos extensos. Com o surgimento das abóbadas de nervuras, através dos arcos ogivais, foi possível a construção de igrejas mais altas, com longas torres. Esses arcos, aparentes no seu interior, ressaltaram a impressão de altura e verticalidade.
Outra novidade foram os pilares, que dispensaram as grossas paredes com janelas estreitas e permitiram a construção de paredes com grandes áreas de vitrais coloridos.
Esses vitrais deixaram passar a luz do sol e criaram um ambiente interno cheio de cores, transmitindo intensa espiritualidade.
A fachada gótica era feita com três portais, e cada um levava a uma nave diferente. Sobre o portal central, era construída uma janela redonda chamada rosácea, uma marca do estilo gótico.

### Pintura e mosaico
Exibindo cenas bíblicas nas paredes dos templos, as pinturas e mosaicos da era medieval tinham como objetivo educar e doutrinar o povo sobre a religião cristã. Seu estilo é composto por figuras com anatomia simplificada com gestos simbólicos e fundos sem profundidade espacial.
A temática mais comum era baseada no Novo Testamento, com cenas alusivas ao baptismo de Cristo, a Cristo Bom Pastor, Cristo em ascensão, Cristo rodeado pelos Apóstolos ou pelos Quatro evangelistas, acompanhados ou representados pelos seus símbolos animais - o Tetramorfo.
Outro uso da pintura foi em Iluminuras: pinturas feitas em livros para ilustrar ou ornamentar textos.

### Literatura
Os Jograis passam a cantar históricos poemas dos Trovadores, descrevendo romances, duelos e brigas dos Cavaleiros. Surgem então as Novelas de Cavalarias cujo texto feito pelo Trovador cantava os combates entre vilões e heróis, raptos de donzelas e final feliz. As novelas de cavalaria constituem exemplo expressivo da influência dos povos ibéricos na formação da cultura brasileira. Trazidas pelos Colonizadores, essas narrativas acabaram se incorporando à cultura popular, principalmente a da Região Nordestina, onde a literatura de cordel até hoje reflete essa influência.
Dentre os vários tipos de Cordel, destacam-se os romances, lendas e folclore do Brasil.
- Romance de cavalaria
- Trovadorismo

### Música
Música medieval é o termo dado à música típica do período da Idade Média durante a História da Música ocidental europeia. Esse período iniciou com a queda do Império Romano e terminou aproximadamente no meio do Século XV. Determinar o fim da Era medieval e o início da Renascença pode ser arbitrário; aqui, para fins do estudo de Música, vamos considerar o ano de 1401, o início do Século XV.

Melodia gregoriana - A rápida expansão do cristianismo exige um maior rigor do Vaticano, que unifica a prática litúrgica romana no século VI. O papa Gregório I (São Gregório, o Magno) institucionalizou o canto gregoriano, através de uma reforma litúrgica, que se tornou modelo para a Europa católica. A notação musical sofre transformações, e os neumas são substituídos pelo sistema de notação com linhas a partir do trabalho de vários sacerdotes cristãos, sobretudo, Guido D'Arezzo (992-1050); que foi o responsável pelo estabelecimento de um sistema de notação musical com quatro linha, o tetragrama, de onde se originou a atual pauta musical de cinco linhas, o pentagrama. Foi ele, que no século XI designou as notas musicais como são conhecidas atualmente, usando o texto de um hino a São João Batista (originalmente em latim), onde cada estrofe inicia com uma nota musical: anteriormente, as notas eram designadas pelas sete primeiras letras do alfabeto latino. Desse modo, as notas musicais passaram a ser chamadas UT, RE, MI, FA, SOL, LA e SI. Posteriormente o nome DO substituiu o UT. O nome da nota SI formou-se das letras iniciais do último verso do hino como pode ser visto a seguir:
Ut queant laxis Resonare fibris Mira gestorum Famuli tuorum Solve polluti Labii reatum Sancte Ioannes
Que significa:
"Para que teus servos, possam ressoar claramente a maravilha dos teus feitos, limpe nossos lábios impuros, ó São João."